# Sven Knoth
Sven Knoth (* 1. Februar 1966 in Plauen) ist ein deutscher Statistiker und Universitätsprofessor.

## Leben
Nach dem Studium der Mathematik an der TU Chemnitz und der TU Nowosibirsk von 1984 bis 1990 war er wissenschaftlicher Mitarbeiter an der Professur für Statistik der Fakultät für Mathematik an der TU Chemnitz (1990, 1991–1994). Nach der Promotion zum Dr. rer. nat. an der TU Chemnitz im Jahr 1995 war er wissenschaftlicher Mitarbeiter bzw. wissenschaftlicher Assistent an der Professur für Statistik der Wirtschaftswissenschaftlichen Fakultät der Europa-Universität Viadrina (1996–2004) in Frankfurt an der Oder. Seine Habilitation im Fach Statistik und Ökonometrie erfolgte in Frankfurt (Oder) im Jahr 2003 zum Thema „Statistische Prozesskontrolle“.
Von 2004 bis 2009 war er als Statistical Process Control Coordinator am Advanced Mask Technology Center (AMTC) in Dresden für Photomasken für Halbleiter zuständig. Seit 2009 ist er Professor für Rechnergestützte Statistik an der Helmut-Schmidt-Universität in Hamburg.
Knoth ist Mitherausgeber der Fachzeitschriften Computational Statistics und Quality Engineering. Zu seinen Forschungsschwerpunkten gehören die statistische Prozesskontrolle, die Implementierung statistischer Algorithmen in Software und Anwendungen der Statistik in der Technik.

## Schriften (Auswahl)
- Computation of the ARL for CUSUM-S2 schemes. Frankfurt 2003.
- Accurate ARL computation for EWMA-S2 control charts. Frankfurt 2003.
- mit Michael Berlemann und Julia Freese: Eyes wide shut? The U.S. house market bubble through the lense of statistical process control. München 2012; online.
- mit Sebastian Steinmetz: EWMA p charts for detecting changes in mean or scale of normal variates. Frankfurt 2015.